# The Singles 81→85
The Singles 81→85 este prima compilație de single-uri lansată în Marea Britanie de trupa Depeche Mode. Anterior, doar în SUA a fost lansată în 1984 compilația "People are People", preluată și în Japonia.
Această compilație a fost lansată în SUA sub numele "Catching Up with Depeche Mode". În 1998, a fost relansată mondial sub numele "The Singles 81>85".
Pentru a nu stârni confuzii, varianta americană se găsește într-o pagină dedicată. Nu a fost trecută la înșiruirea de albume, cel anterior și cel posterior. Totuși, în pagina dedicată, șirul albumelor este păstrat, deoarece reflectă piața americană din acea perioadă. Așadar, albumul Catching Up with Depeche Mode este descris aici.

## Remasterizarea din 1998
Albumul a fost remasterizat în 1998 și relansat cu două piese în plus față de această variantă.

## Ediții și conținut

### Ediția originală
Ediție comercială în Marea Britanie
- cat.# CD MUTE L1 (album pe CD, lansat de Mute)
- cat.# MD MUTE L1 (album pe MiniDisc, lansat de Mute)

Ediție comercială în Japonia
- cat.# AVE-1069 (album pe CD, lansat de Mute)

1. "Dreaming Of Me" (Single Version) - 3:44
2. "New Life" (Album Version) - 3:43
3. "Just Can't Get Enough" (Album Version) - 3:36
4. "See You" (Single Version) - 3:52
5. "The Meaning Of Love" (Album Version) - 3:05
6. "Leave In Silence" (Single Version) - 3:58
7. "Get The Balance Right" (Single Version) - 3:11
8. "Everything Counts" (Single Version) - 3:57
9. "Love In Itself" (2 - Single Version) - 3:58
10. "People Are People" (Single Version) - 3:43
11. "Master And Servant" (Single Version) - 3:50
12. "Blasphemous Rumours" (Single Version) - 5:07
13. "Somebody" (Remix) - 4:18
14. "Shake The Disease" (Single Version) - 4:46
15. "It's Called A Heart" (Single Version) - 3:47

### Ediția pe vinil (12") și pe casetă audio (MC)
Nu includ piesele "The Meaning of Love" și "Somebody".
Ediție comercială în Marea Britanie
- cat.# MUTE L1 (album pe disc vinil de 12", lansat de Mute)
- cat.# C MUTE L1 (album pe casetă audio, lansat de Mute)

Ediție comercială în Japonia
- cat.# 	P-13201 (album pe disc de vinil de 12", lansat de Warner - Pioneer)

fața A:
1. "Dreaming Of Me" (Single Version) - 3:43
2. "New Life" (Album Version) - 3:43
3. "Just Can't Get Enough" (Album Version) - 3:41
4. "See You" (Single Version) - 3:52
5. "Leave In Silence" (Single Version) -4:00
6. "Get The Balance Right" (Single Version) - 3:12
7. "Everything Counts" (Single Version) - 3:58

fața B:
1. "Love In Itself" (2 - Single Version) - 4:00
2. "People Are People" (Single Version) - 3:43
3. "Master And Servant" (Single Version) - 3:45
4. "Blasphemous Rumours" (Single Version) - 5:06
5. "Shake The Disease" (Single Version) - 4:47
6. "It's Called A Heart" (Single Version) - 3:48

## Ediția remasterizată din 1998
În 1998, albumul a fost relansat, cu piesele remasterizate. De asemenea, au fost adăugate două piese noi: "Photographic" (Some Bizzare Version) și "Just can't get enough" (Schizo Mix). Coperta a fost complet schimbată, modelul fiind inspirat din stilul copertei albumului "The Singles 86>98", deoarece albumul ce acoperă primii cinci ani a fost relansat odată cu cea ce-a doua perioadă, 1986-1998.
În infoboxul albumului au fost trecute la anterior și posterior, albumele care se află pe aceste coordonate după data de lansare a acestei ediții, în 1998. Pentru albumul original, consultați infoboxul de mai sus.

### Ediția originală
Ediții comerciale în Marea Britanie
- cat.# LCD MUTE L1 (album pe CD, lansat de Mute)
- cat.# LMD MUTE L1 (album pe MiniDisc, lansat de Mute)

Ediție promoțională în Marea Britanie
- cat.# ALCD MUTE L1 (album promoțional pe CD, lansat de Mute, în avans)

Ediție comercială în SUA
- cat.# 47298-2 (album pe CD, lansat de Reprise), lansat la 19 ianuarie 1999

Ediție comercială în Japonia
- cat.# TOCP-50715 (album pe CD, lansat de Toshiba - EMI)

1. "Dreaming Of Me" (Single Version) - 3:46
2. "New Life" (Album Version) - 3:45
3. "Just Can't Get Enough" (Album Version) - 3:44
4. "See You" (Single Version) - 3:57
5. "The Meaning Of Love" (Album Version) - 3:05
6. "Leave In Silence" (Single Version) - 4:02
7. "Get The Balance Right" (Single Version) - 3:15
8. "Everything Counts" (Single Version) - 3:59
9. "Love In Itself" (2 - Single Version) - 4:00
10. "People Are People" (Single Version) - 3:46
11. "Master And Servant" (Single Version) - 3:47
12. "Blasphemous Rumours" (Single Version) - 5:09
13. "Somebody" (Remix) - 4:22
14. "Shake The Disease" (Single Version) - 4:49
15. "It's Called A Heart" (Single Version) - 3:51
16. "Photographic" (Some Bizzare Version) - 3:13
17. "Just Can't Get Enough" (Schizo Mix) - 6:46

### Ediția pe dublu vinil (2x12")
Prin comparație cu ediția originală pe vinil din 1985, aceasta este completă și include în plus și cele două piese anexate în 1998 albumului.
Ediție comercială în Marea Britanie
- cat.# L MUTE L1 (album pe două discuri vinil de 12", lansat de Mute)

disc 1:
fața A:
1. "Dreaming Of Me" (Single Version) - 3:46
2. "New Life" (Album Version) - 3:45
3. "Just Can't Get Enough" (Album Version) - 3:44
4. "See You" (Single Version) - 3:57

fața B:
1. "The Meaning Of Love" (Album Version) - 3:05
2. "Leave In Silence" (Single Version) - 4:02
3. "Get The Balance Right" (Single Version) - 3:15
4. "Everything Counts" (Single Version) - 3:59
5. "Love In Itself" (2 - Single Version) - 4:00

fața C:
1. "People Are People" (Single Version) - 3:46
2. "Master And Servant" (Single Version) - 3:47
3. "Blasphemous Rumours" (Single Version) - 5:09
4. "Somebody" (Remix) - 4:22

fața D:
1. "Shake The Disease" (Single Version) - 4:49
2. "It's Called A Heart" (Single Version) - 3:51
3. "Photographic" (Some Bizzare Version) - 3:13
4. "Just Can't Get Enough" (Schizo Mix) - 6:46

### Ediția pe casetă audio (MC)
Prin comparație cu ediția originală pe casetă audio din 1985, aceasta este completă și include în plus și cele două piese anexate în 1998 albumului.
Ediție comercială în Marea Britanie
- cat.# LC MUTE L1 (album pe casetă audio, lansat de Mute)

Ediție comercială în SUA
- cat.# 47298-4 (album pe casetă audio, lansat de Reprise), lansat la 19 ianuarie 1999

fața A:
1. "Dreaming Of Me" (Single Version) - 3:46
2. "New Life" (Album Version) - 3:45
3. "Just Can't Get Enough" (Album Version) - 3:44
4. "See You" (Single Version) - 3:57
5. "The Meaning Of Love" (Album Version) - 3:05
6. "Leave In Silence" (Single Version) - 4:02
7. "Get The Balance Right" (Single Version) - 3:15
8. "Everything Counts" (Single Version) - 3:59
9. "Love In Itself" (2 - Single Version) - 4:00

fața B:
1. "People Are People" (Single Version) - 3:46
2. "Master And Servant" (Single Version) - 3:47
3. "Blasphemous Rumours" (Single Version) - 5:09
4. "Somebody" (Remix) - 4:22
5. "Shake The Disease" (Single Version) - 4:49
6. "It's Called A Heart" (Single Version) - 3:51
7. "Photographic" (Some Bizzare Version) - 3:13
8. "Just Can't Get Enough" (Schizo Mix) - 6:46

### Ediții promoționale de remixuri
Pentru promovarea albumului reeditat, Mute a lansat o compilație promoțională de remixuri din perioada 1981-1985, intutulată "The Remixes 81>85".
Ediție promoțională în Marea Britanie (CD)
- cat.# 	PLCD MUTE L1 (album promoțional pe CD, lansat de Mute)

1. "Just Can't Get Enough" (Schizo Mix) - 6:47
2. "Get The Balance Right" (Combination Mix) - 8:01
3. "Master And Servant" (Slavery Whip Mix) - 9:41
4. "Everything Counts" (In Larger Amounts) - 7:20

Ediție promoțională în Marea Britanie (12")
- cat.# 	P12 MUTE L1 (album promoțional pe disc de vinil de 12", lansat de Mute)

fața A:
1. "Just Can't Get Enough" (Schizo Mix) - 6:47
2. "Get The Balance Right" (Combination Mix) - 8:01

fața B:
1. "Master And Servant" (Slavery Whip Mix) - 9:41
2. "Everything Counts" (In Larger Amounts) - 7:20

## Single-uri
1. "Get the Balance Right" (31 ianuarie 1983)
2. "Shake the Disease" (29 aprilie 1985)
3. "It's Called a Heart" (16 septembrie 1985)